# Erik Lindahl

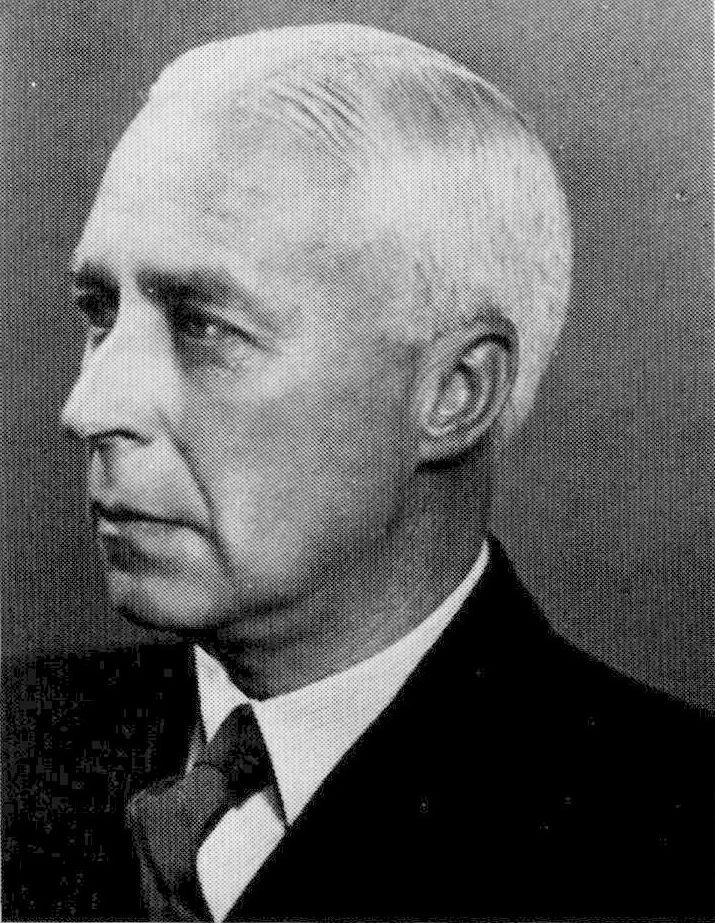
Erik Lindahl

Erik Robert Lindahl (Stockholm, 21 november 1891 - Uppsala, 6 januari 1960) was een Zweeds econoom en een prominent lid van de Stockholmse school.
In 1919 stelde Lindahl een manier voor om collectieve goederen in overeenstemming met de individuele voordelen te financieren. In het Lindahl-evenwicht voldoet de hoeveelheid van een collectief goed aan de eis dat het geaggregeerde marginale voordeel gelijk is aan de marginale kosten van het verstrekken van dit goed. Lindahl-prijzen zijn voor elke consument (of consumentengroep) geïndividualiseerd. De Lindhahl-prijzen worden bepaald conform het marginale voordeel voor de consument, en wel geëvalueerd op de Lindahl- hoeveelheid. Consumenten worden dan belast met een bedrag gelijk aan hun Lindahl-prijs vermenigvuldigd met de hoeveelheid van het collectieve goed. Lindahl verwees hiernaar als "rechtvaardige belasting", dit omdat het voldoet aan de principes van horizontale gelijkheid (gelijke behandeling van gelijke gevallen) en Aristoteles' verdelingsgelijkheid (belastingen voor publieke goederen worden in lijn met hun voordelen gezet).
Latere economen hebben zich gericht op het informatieprobleem dat kan ontstaan bij het bepalen van de marginale baten voor zover het gewoon vragen aan consumenten om hun voorkeuren te onthullen niet compatibel is met de prikkels die op hen inwerken, dat wil zeggen dat vrijwillige financiering het dilemma van de collectieve actie niet oplost.

## Werken (kleine deelselectie)
- 1939: Studies in the Theory of Money and Capital
- 1919: Die Gerechtigkeit der Besteuerung, (in het Engels: Just Taxation: A positive solution, 1958)